# Zbigniew Zegan
Zbigniew Zegan, né en 1943 à Cracovie, est un photographe polonais. Professeur à l'Académie des beaux-arts Jan Matejko de Cracovie, il est auteur d'articles et d'ouvrages sur l'histoire de la photographie et tient des chroniques dans diverses publications.

## Biographie
Zbigniew Zegan suit après sa scolarité secondaire des cours de sociologie et d'histoire à l'école des sciences sociales et politiques de Cracovie (dépendant du PZPR) tout en travaillant comme reporter-photographe. De 1965 à 1967, il est à Vienne, où il est photographe dans une agence de communication, « Thron Grafik ». En 1974, il obtient un diplôme de design en architecture intérieure à l'Académie des beaux-arts de Cracovie. En 1975, il est recruté comme assistant au service de photographe de l'établissement, qu'il contribue dans les années 1981-1983 à transformer en département de plein exercice, première en Pologne. Il fait des conférences ou présente des communications dans divers établissements en Autriche, en Suisse, en France et en Allemagne.
Il obtient son doctorat en 1983 et devient maître de conférence avant de recevoir son habilitation à diriger des recherches. En 1998, il initie le premier numéro de la revue Photographica publiée dans le cadre des Cahiers scientifiques et artistiques (Zeszyty Naukowe i Artystyczne) de l'Académie des beaux-arts et dont il est le directeur.
Il joue un rôle précurseur dans l'émergence d'un marché pour les collectionneurs de photographie d'art en Pologne, notamment dans le cadre de l'Union des artistes-photographes polonais (pl) (ZPAF).

## Articles et publications
Ses publications dans des revues photographiques portent sur des analyses critiques, sur l'histoire et la technique de la photographie, des catalogues d'expositions.

## Expositions
Les travaux de Zbigniew Zegan ont fait l'objet d'expositions individuelles et collectives en Pologne et à l'étranger, parmi lesquelles:
- 2000 : dans le cadre de Cracovie capitale européenne de la culture[1]
- 2010 : Zbigniew Zegan : Moja eko-ikonosfera (photos de Cracovie)[5]
- 2012 : exposition dans la galerie du Consulat général d'Allemagne à Cracovie (Konsul'Art)